# Исак Амоа
Исаак Амоа (роден на 12 декември 1992 г. в Гана) е ганайски футболист, играе като централен нападел, но може да действа и по двете крила и се състезава за Спартак Плевен.

## Клубна кариера

### Спартак Плевен
През декември 2016 става ясно, че Амоа ще се започне подготовка със състава на Спартак Плевен.